# Xylocopa pallidiscopa
Xylocopa pallidiscopa là một loài Hymenoptera trong họ Apidae. Loài này được Hurd mô tả khoa học năm 1961.